# Gnamptodon longicauda
Gnamptodon longicauda är en stekelart som först beskrevs av Fischer 1965.  Gnamptodon longicauda ingår i släktet Gnamptodon och familjen bracksteklar. Inga underarter finns listade i Catalogue of Life.